# Woiwodschaft Pommerellen (1454–1772)

Wappen

Die Woiwodschaft Pommerellen (lateinisch Palatinatus Pomeranensis, polnisch Województwo pomorskie, deutsch wörtlich pommersche Woiwodschaft) war eine Verwaltungseinheit in Preußen königlichen Anteils innerhalb der königlichen Republik Polen-Litauen. Sie bestand von 1454 bis 1772.

## Geschichte
Das Territorium Pommerellen löste sich im Jahre 1454 aus der Herrschaft des Deutschen Ordens und unterstellte sich mit anderen Gebieten des sezessionistischen Preußischen Bundes dem polnischen König.
Daraufhin wurde die Woiwodschaft Pommerellen (Pommern) geschaffen.
1466 wurde diese Zugehörigkeit im Zweiten Frieden von Thorn bestätigt.
1772 kam das gesamte Gebiet außer Danzig zum Königreich Preußen und wurde dort in die Provinz Westpreußen eingegliedert.

## Verwaltungseinteilung
Die Woiwodschaft war in mehrere Landkreise (polnisch Powiat)
eingeteilt.
- Landkreis Dirschau mit Danzig
- Landkreis Neuenburg
- Landkreis Schwetz
- Landkreis Tuchel
- Landkreis Schlochau
- Landkreis Putzig
- Landkreis Mirchau

Sitze eines Starosten waren
- Putzig
- Mirchau

Das Landgericht (Schlossgericht) der Woiwodschaft befand sich in
- Schöneck

Der Landtag tagte in
- Stargard

Weitere wichtige Städte waren
- Danzig, Hansestadt mit weitgehender Autonomie
- Oliva, mit dem Zisterzienserkloster
- Dirschau
- Schwetz
- Tuchel
- Konitz
- Schlochau

## Woiwoden
- 1454–1461 Jan von der Jane
- 1467–1477 Otto Machwicz
- 1478–1483 Fabian von Legendorf-Mgowski
- 1483–1484 Jan Bajerski
- 1485–1509 Mikołaj Wulkowski
- 1511–1518 Mikołaj Szpot z Krajowa
- 1518–1543 Jerzy Konopacki
- 1544–1545 Mikołaj Działyński
- 1545–1546 Jan Sokołowski
- 1546–1551 Stanisław Kostka
- 1551–1556 Jan Działyński
- 1556–1565 Fabian I. von Zehmen
- 1566–1576 Achatius von Zehmen
- 1577–1594 Krzysztof Kostka
- 1594–1611 Ludwig von Mortangen
- 1611–1613 Michał Konarski
- 1613–1625 Samuel Żaliński
- 1625–1625 Maciej Niemojewski
- 1626–1629 Samuel Konarski
- 1630–1643 Paweł Jan Działyński
- 1643–1648 Gerhard Dönhoff
- 1648–1656 Ludwig von Weiher
- 1656–1665 Stanisław Kobierzycki
- 1665–1677 Jan Ignacy Bąkowski
- 1677–1683 Władysław Denhoff
- 1684–1694 Władysław Stanisław Łoś
- 1694–1703 Jan Gniński
- 1703–1724 Jan Ignacy Działyński
- 1726 Stefan Potocki
- 1726–1736 Piotr Jan Czapski
- 1737–1758 Jakub Florian Narzymski
- 1758–1766 Paweł Michał Mostowski
- 1766–1771 Georg Detlev von Flemming
- 1772–1779 Ignacy Franciszek Przebendowski
- 1779–1790 Feliks Antoni Łoś
- 1790–1795 Józef Mier